# Желтугинская республика
Желтугинская республика (Желтухинская республика, кит. 热尔图加共和国), также называвшаяся Амурской Калифорнией — маленькое самопровозглашённое государство (протогосударственное образование), самоуправляемая казачья (или квазиказачья) община золотопромышленников, главным образом русских и китайских. Стихийно образовалась в конце XIX века на землях Маньчжурии — области в составе Империи Цин, на берегах реки Желта (позже переименована в Желтугу, китайское название — Мохэ), притоке Албазихи, которая является притоком Амура.

## География
Располагалась на территории современного Китая в уездах Мохэ и Тахэ, в «17 верстах» южнее станицы Игнашиной.

## История
В начале 80-х годов XIX века в верховьях Амура, в районе реки Мохэ, русские и китайские золотопромышленники образовали так называемую Желтугинскую республику. В «республике» существовало особое самоуправление, имелись охранные отряды. [стиль]

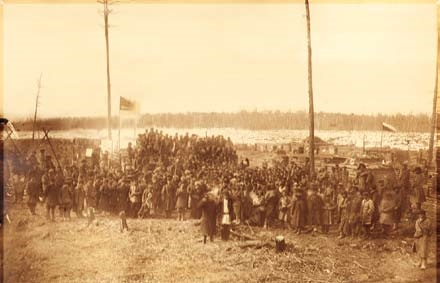
Сход на Орловом поле; на фотографии виден флаг республики (справа)

Возникновению республики поспособствовали слухи о богатых месторождениях золота в 1883 году. Сюда начали переселяться золотоискатели, беглые каторжники, ссыльные, авантюристы и прочая подобная публика разных национальностей. Преимущественно это были русские, китайцы и корейцы. Посёлок быстро рос: в 1883 г. в нём обитало 120 человек, через год — 7 тысяч, ещё через полгода — 15 тысяч. Образование было многонациональным: помимо русских и китайцев упоминаются «корейцы, орочоны, евреи, немцы, французы, поляки, американцы, сибирские инородцы и много разных авантюристов, прибывших в большинстве из Америки и сделавшихся руководителями массы».

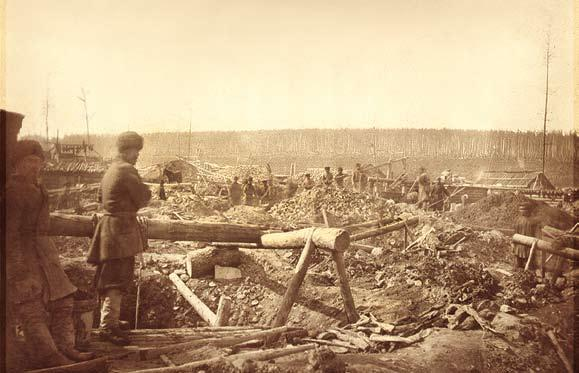
Желтугинские старатели за работой

Прииски быстро прославились не только богатством добытого там золота, но и необычным образом жизни тамошних поселенцев. Посёлок непомерно разросся в короткий срок, и в нём стал ощущаться недостаток пищевых продуктов. Цены на самые необходимые товары головокружительно росли, и в первый год Желтугинской республики фунт хлеба, стоивший в Благовещенске 10 копеек, перевалил за 40 копеек. Лопаты, кирки, топоры — то есть, вещи, необходимые для старателей, можно было достать только по баснословным ценам. Лопата уходила за 10 рублей. Столько же стоил топор. За бутылку лимонада разбогатевшие золотоискатели выкладывали 12 рублей. Пуд сухарей стоил 16 рублей.
Первоначально в этой республике не существовало властей и она являлась по сути анархической республикой. Но из-за сильного разгула преступности, когда людей безнаказанно убивали и грабили посреди бела дня (последней каплей было убийство повара, которого жестоко четвертовали, что даже для привыкших к убийствам жителей было уже слишком), в республике на общем сходе на площади Орлово поле были выбраны старосты, старшины и президент, сведения о котором крайне разноречивы. Утверждается, что он был подданным Италии или Австро-Венгрии (согласно одной из версий, словаком), калифорнийцем, англичанином или даже «горным инженером с Урала»; приводятся имена Карл Иоганн (Иванович) Фоссе (Фассе), «Г. Фасси», «немец Пасси», Адольф Карлович Фасс, Карл Карлович Иванович. Большинство исследователей говорит о К. И. Фассе; согласно наиболее подробной версии, это был тиролец Карл Иоаганн Фассе, в 1885 году арестованный после вызова в Нерчинск, умерший в Петербурге в 1905 году. Президента наделили неограниченными полномочиями. После чего были введены очень суровые законы, бандитов вешали, смутьянов изгоняли силой, за малейшие провинности наказывали публичной поркой. На том же сходе Желтуга была разделена на пять штатов. Флагом республики стало чёрно-жёлтое полотно, на котором чёрный цвет символизировал землю, а жёлтый — золото.

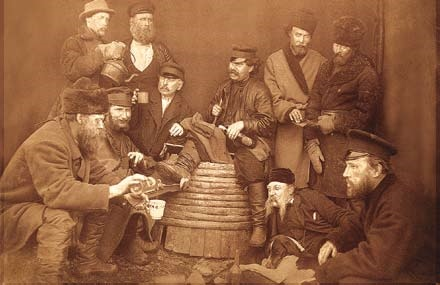
Старосты Желтугинской республики

Первые две недели казни и порки происходили постоянно. В результате этого в Желтугинской республике преступность резко сократилась.
В Желтугу потянулись торговцы из Забайкалья и Приамурья. Открывались лавки, в которых можно было купить всё необходимое по вздутым ценам. Люди стремились быстро разбогатеть. Кто — поиском золота, кто — более верным способом, открытием магазинов, бань, гостиниц и даже банков. В центре Желтуги расположились отели «Марсель», «Беседа», «Калифорния». Было в посёлке две бани. Одна общая, другая — для богатых — с номерами. Не обошлось и без казино. Играли в основном в рулетку. Игорные дома были поставлены на широкую ногу, с буфетами, в которых имелось богатое меню, а у некоторых ещё был свой оркестр. К моменту расцвета Желтугинской республики, по сообщениям сибирских газет того периода, там появился зверинец, группа жонглёров, фокусников и цирковых гимнастов.
Зимой 1885—1886 годов империя Цин, недовольная существованием на её территории Желтугинской республики, переполненной русскими нелегалами, добывающими золото из её недр, выслала многочисленную армию для ликвидации республики. С цинской стороны были задействованы конные эвенки-манегиры, отличавшиеся безжалостностью к побеждённым. Узнав об этом, многие жители бежали. И в январе 1886 года, после недолгого сопротивления, республика прекратила своё существование. Китайских жителей этой республики казнили, отрубив им головы на центральной площади. Казнённые на Желтуге на языке цинского законодательства именовались цзиньфэй (金匪) — «преступные старатели». Русских поселенцев вернули России.
За короткую жизнь Амурской Калифорнии (менее трёх лет) было добыто 500 пудов золота, большая часть которого досталась китайским скупщикам, платившим несколько больше, чем русская администрация в Забайкалье.
В фондах Музея Землеведения МГУ, в числе других фотоматериалов, находится 15 фотографий, характеризующих условия добычи золота и быт желтугинцев. Эти материалы были в 1892 г. представлены на обширной географической выставке, организованной Д. Н. Анучиным в залах Исторического музея. После завершения выставки экспонаты были переданы в Московский университет, где стали основой Географического музея МГУ.

## Похожие образования
Во время золотой лихорадки во второй половине XIX – начале XX веков «хищники-старатели» создавали различные самоуправления, колонии и республики; Желтугинская республика стала лишь самой известной из них. Известны также просуществовавшая до 1922 года в местности реки Гилюй «вольно-старательская малина», «Олёкминская Калифорния» в Олёкминском округе и другие образования на Среднем Витиме, Зее, Охотском побережье, Чукотке и в Северном Китае.

## В литературе
Появление такой самоуправляемой республики и её разгон сразу привлекли внимание и освещались в периодической печати, публицистической и художественной литературе конца XIX – начала XX века, в частности, в трудах Л. А. Тихомирова (1905).
- Амурская Калифорния // Сибирские рассказы из жизни приискового люда. – СПб.: [Тип. М.М. Стасюлевича], 1888.

### Художественная литература
- Хлебников Г. Н. В долине Желтуги
- Пикуль В.С. Исторические миниатюры, Желтухинская республика. Издательство: АСТ, Вече, ISBN 5-17-010666-1, 2002 г. Есть аудиоверсия
- Николай Свечин (настоящее имя Николай Викторович Инкин) Роковые числа. Издательство Эксмо, ISBN 978-5-699-87170-4, 2016 г. Есть аудиоверсия
- Сильвестр Поспелов Золото